# Kathedrale von Vila Real

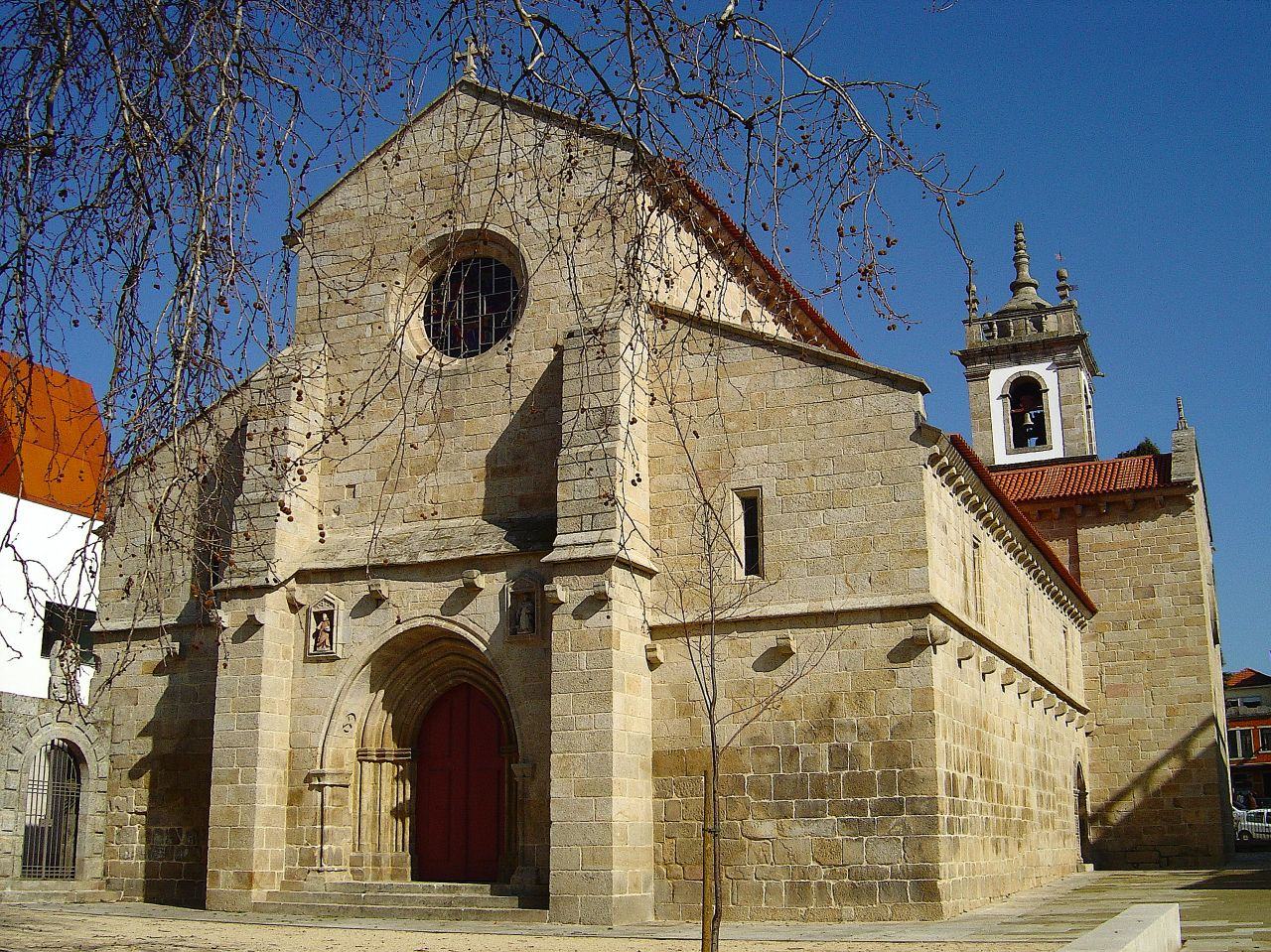
Kathedrale von Vila Real

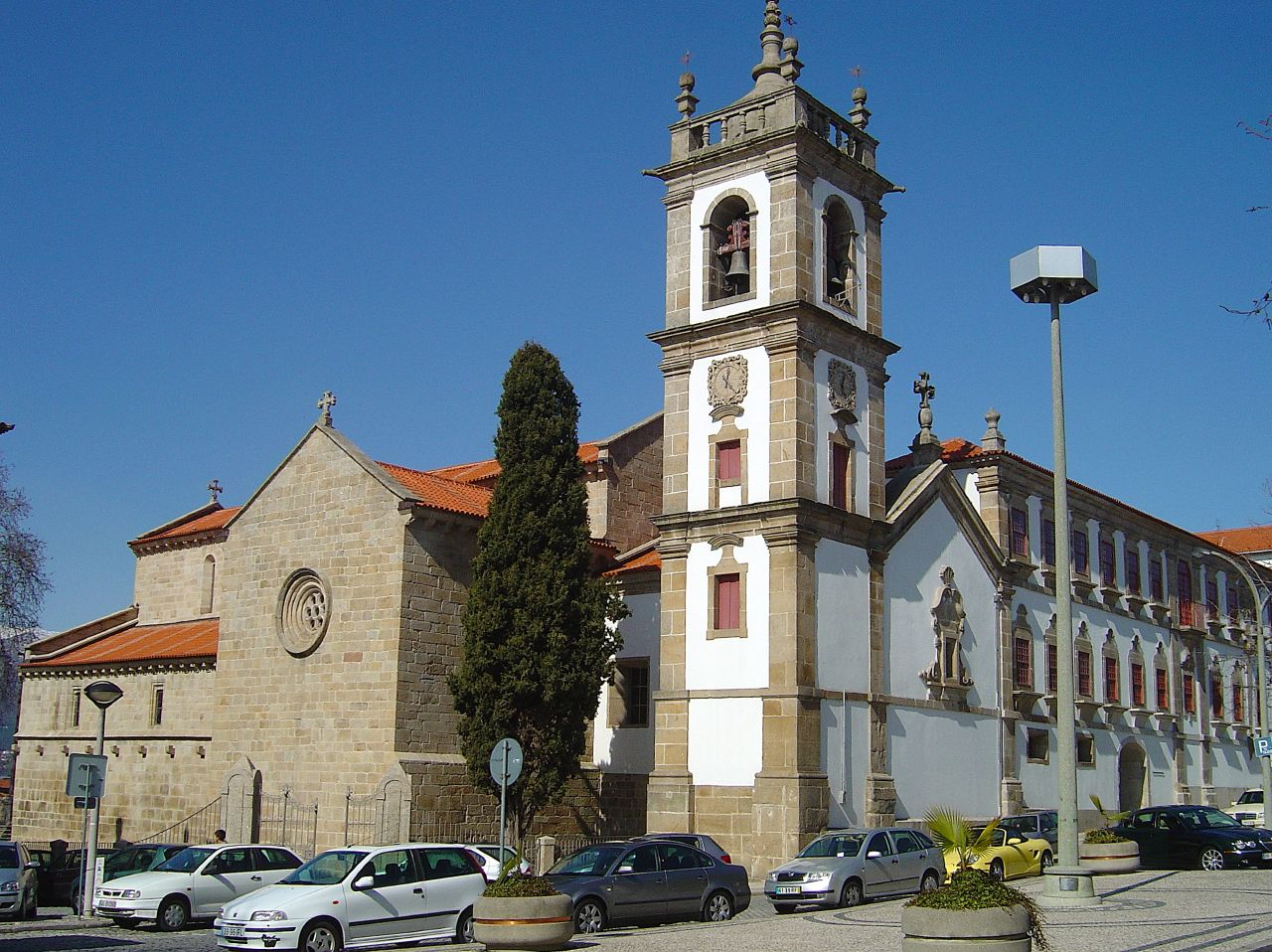
Kathedrale von Südosten

Die Kathedrale von Vila Real (portugiesisch Sé de Vila Real, auch Igreja de São Domingos) ist der Sitz des römisch-katholischen Bistums Vila Real in der Stadt Vila Real in der Region Trás-os-Montes im Norden Portugals.

## Lage
Die ehemalige Dominikaner- und heutige Bischofskirche liegt am westlichen Altstadtrand der ca. 100 km östlich von Porto gelegenen Stadt Vila Real in einer Höhe von ca. 460 m. Nächstgelegene Bischofsstadt ist das gut 40 km südliche gelegene Lamego.

## Geschichte
Die Kirche wurde um das Jahr 1425 als Klosterkirche des Dominikanerordens außerhalb der alten Stadtmauern erbaut. Im 15./16. Jahrhundert wurden Teile im Manuelinischen Stil verändert. Die Chorfassade mit ihrem viergeschossigen Glockenturm (torre sineira) ist ein Werk aus der Mitte des 18. Jahrhunderts (1742). Mit der Aufhebung aller Ordensgemeinschaften im Jahr 1834 begann die Nutzung als Pfarrkirche; drei Jahre später wurde sie bei einem Brand beschädigt und anschließend restauriert. Im Jahr 1922 schuf Papst Pius XI. das Bistum Vila Real und die Kirche wurde in den Rang einer Kathedrale erhoben.

## Architektur
Die aus Granitgestein erbaute dreischiffige Bettelordenskirche hat keinen Westturm; die Fassade wird von zwei Strebepfeilern stabilisiert. In den Zwickeln zu beiden Seiten des Portals finden sich zwei kaum noch zu identifizierende Figuren. Das Innere der mit einem Querhaus versehenen Kirche wird von einem Holzdach bedeckt, doch lassen die mit Kapitellen versehenen Halbsäulen der Stützen auf eine geplante Einwölbung schließen.

## Ausstattung
Das aus einem aufgelösten Zisterzienserkloster hierhin transferierte Altarretabel ist ein Werk des 18. Jahrhunderts. Die moderne Orgel stammt aus dem Jahr 2016 und hat 2192 Pfeifen. Die meisten Kirchenfenster (vitrais) haben moderne Verglasungen.